# Schmutzdecke

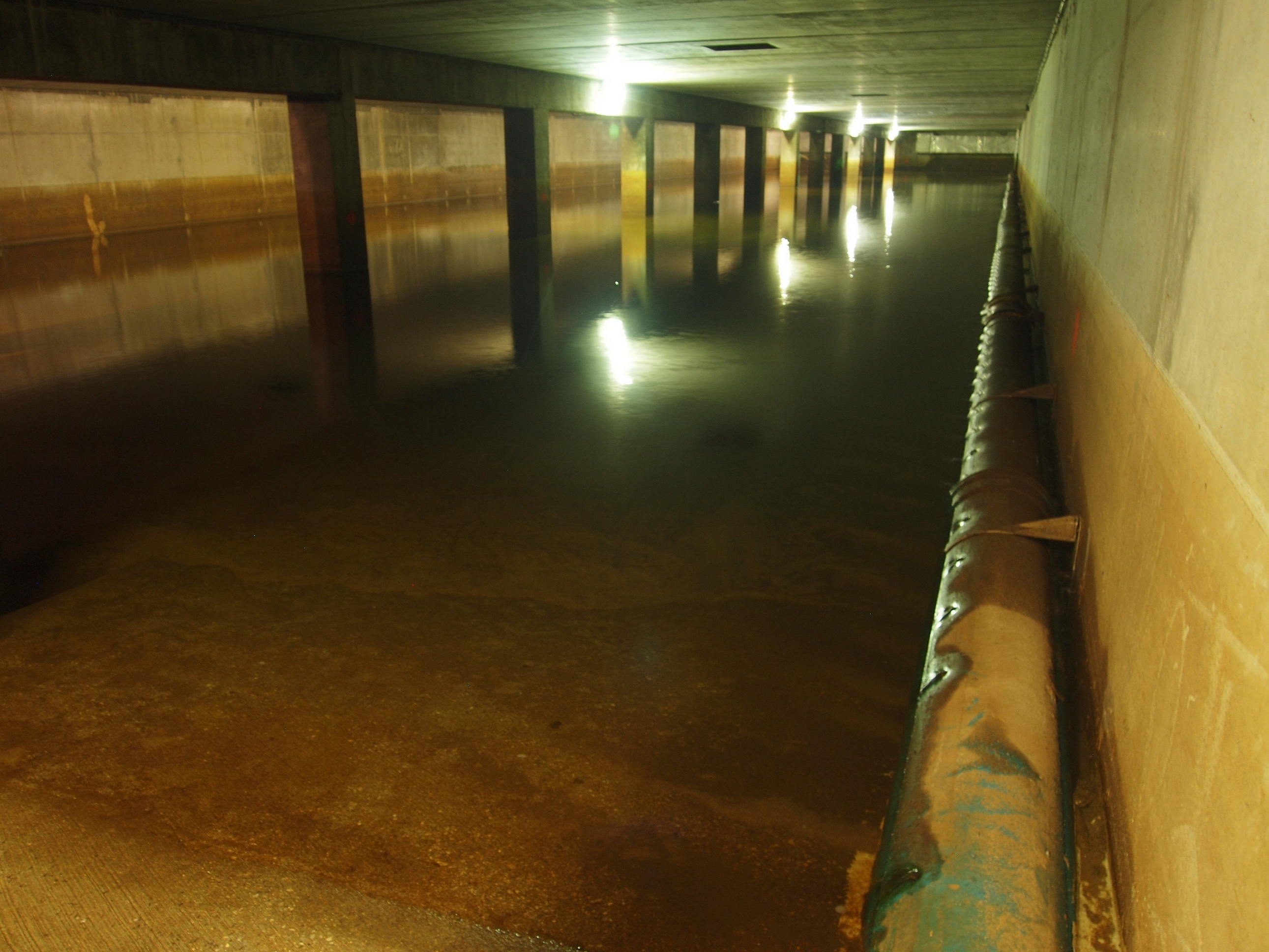
Schmutzdecke

Schmutzdecke (alemán, “cubierta de suciedad” o la piel sucia, a veces schmutzedecke deletreado erróneamente) es una capa biológica hipogénica formada sobre la superficie de un filtro de arena lento. El schmutzdecke es la capa que proporciona la purificación efectiva en el tratamiento de agua potable, y la arena subyacente proporciona el medio de soporte para esta capa de tratamiento biológico.
La composición de cualquier schmutzdecke particular varía, pero típicamente consistirá en una matriz gelatinosa de biopelículas de bacterias, hongos, protozoos, rotíferos y una gama de larvas de insectos acuáticos. A medida que envejece un schmutzdecke, tienden a desarrollarse más algas y pueden estar presentes organismos acuáticos más grandes, incluidos algunos briozoos, caracoles y gusanos anélidos.